# Gemeses
Gemeses is een plaats (freguesia) in de Portugese gemeente Esposende en telt 1115 inwoners (2001).